# التا جاکوبس
الِتا هنریته جاکوبس (به هلندی: Aletta Henriëtte Jacobs; تلفظ هلندی: [a:ˈlɛta: ɦɑ̃:riˈɛtə ˈja:kɔps]؛ ۹ فوریه ۱۸۵۴ – ۱۰ اوت ۱۹۲۹) یک پزشک یهودی و فعال حق رای زنان اهل پادشاهی هلند بود. او در روستای کوچک سپپمیر در هلند متولد شد و به بسیاری از موفقیت‌ها در زمینه‌های مختلف مانند حق رای زنان، پزشکی و کمک به قشرها ضعیف‌تر دست یافت. گذشته از دستاوردهایی که در طول زندگی خود بدست آورد او اولین زنی است که رسماً در یک دانشگاه هلندی حضور یافت و اولین زن پزشک در هلند است.
الِتا در هلند در سال ۱۸۵۴ به دنیا آمد و آرزوی تبدیل شدن به یک پزشک مثل پدرش را سر می‌پروراند اما برای بسیاری از اطرافیان این هدف یک جاه طلبی افراطی و غیرواقعی به نظر می‌رسید. هیچ زن هلندی به‌طور رسمی تا آن زمان پزشکی نخوانده بود. دختران حتی اجازه به حضور در مدارس عالی را نداشتند.
علی رغم مخالفت‌ها الِتا جاکوبس پایداری کرد و سرخود به مطالعه پرداخت. در سال ۱۸۷۰ او توانست در امتحان دستیار داروساز قبول شود. پس از این موفقیت دانشگاه خرونینگن به او اجازه داد تا در کلاس‌ها شرکت کند. جاکوبس در سال ۱۸۷۹ به لندن رفت و در رشته پزشکی فارغ‌التحصیل شد. به این ترتیب او به اولین پزشک زن در کشور هلند تبدیل گشت. اما این تنها آغاز کار او برای پیشبرد حقوق زنان بود.
باوجود مقاومت شدید همکاران او، جاکوبس اولین کلینیک کنترل تولد در جهان را تأسیس کرد و کمک کرد تا وسایل جلوگیری از بارداری به‌طور گسترده‌ای در دسترس مردم قرار گیرد. در سال ۱۹۰۳، او را حرفه پزشکی را ترک گفت و تمرکز خود را بر روی پیشرفت جنبش حق رای زنان قرار داد. در سال ۱۹۱۹ زنان هلندی حق رای را به دست آوردند. جاکوبس یکی از مؤسسان «اتحادیه بین‌المللی زنان برای صلح و آزادی» است.
گوگل در ۹ فوریه ۲۰۱۷ در بخش بزرگی از دنیا به مناسبت بزرگداشت ۱۶۳مین سالگرد تولد التا جاکوبس گوگل دودل را در بخش بزرگی از دنیا تغییر داد.